# 张秀眉颂
《张秀眉颂》，苗族民间叙事史诗。描写贵州苗族农民起义领袖张秀眉领导的反封建斗争。
1855年，台江县發生以張秀眉為首的苗民反清戰爭，反清勢力於台拱為中心，戰事波及數十個州縣，時間長達17年，最終為湘軍擊敗。
《张秀眉颂》歌颂苗族人民敢于斗争的英雄气概，控诉了反动统治阶级的压迫。全诗结构严密，譬喻生动，语言优美。是苗族人民热爱的优秀诗篇。